# Wolfgang Vehse
Wolfgang Vehse (* 27. September 1945 in Osterburg) ist ein deutscher Beamter und Politiker.

## Werdegang
Vehse wurde in der Altmark geboren. Seine Familie zog schon bald in die Bundesrepublik Deutschland. Vehse besuchte das Gymnasium in Limburg an der Lahn, wo er an der Tilemann-Schule das Abitur ablegte, um danach an den Universitäten Marburg, wo er der Marburger Burschenschaft Germania beitrat, und Kiel Rechtswissenschaften zu studieren.
Nach Ablegung beider juristischer Staatsexamina und der 1975 erfolgten Promotion zum Dr. jur. erhielt er 1977 eine Anstellung im Bayerischen Staatsministerium für Wirtschaft und Verkehr. Ab 1988 war er dort als Leiter des Geschäftsbereiches ,Außenwirtschaft und Entwicklungshilfe' tätig, um danach 1990 als Direktor für ,Beziehungen zur Bundesregierung, der EU-Kommission' und für Internationale Beziehungen bei der Treuhandanstalt in Berlin berufen zu werden. Von 1995 bis 1996 war er Mitglied im Kabinett des EU-Kommissars Martin Bangemann in Brüssel. Ab dem 1. Januar 1997 war er Staatssekretär im Sächsischen Staatsministerium für Wirtschaft und Arbeit. im August 2002 wurde er vom neuen Sächsischen Ministerpräsidenten Georg Milbradt in den einstweiligen Ruhestand versetzt.

## Beteiligung am QMF-Skandal
Im Jahre 2004 wurde in Sachsen eine Korruptionsaffäre juristisch aufgearbeitet, bei der es um die ungerechtfertigte Verwendung von Mitteln aus dem Europäischen Sozialfonds in Höhe von 21 Millionen Euro ging, dem sogenannten QMF-Skandal. In diesem Prozess wurde Vehse wegen Untreue und uneidlicher Falschaussage vor einem Untersuchungsausschuss von der Staatsanwaltschaft Dresden vor dem Dresdner Landgericht angeklagt. Vehse selbst bestand auf seiner Unschuld und beantragte durch seinen Anwalt Freispruch, während der Staatsanwalt auf eine Freiheitsstrafe plädierte. Das Landgericht Dresden sprach Vehse mit Urteil vom 12. September 2008 vom Vorwurf der Untreue aus Mangel an Beweisen frei, verurteilte ihn jedoch wegen uneidlicher Falschaussage vor dem Untersuchungsausschuss des Sächsischen Landtags zu einer Geldstrafe von 27.000 Euro anstelle einer Freiheitsstrafe von 5 Monaten auf Bewährung. Der Staatsanwalt hatte 10 Monate Freiheitsstrafe auf Bewährung beantragt. Gegen dieses Urteil legte Vehse Revision beim Bundesgerichtshof ein, der dieses Rechtsmittel am 25. März 2009 als unbegründet zurückwies. Nach seiner Versetzung in den einstweiligen Ruhestand kehrte Vehse nicht wieder in den öffentlichen Dienst zurück. Seit 2010 ist er als Rechtsanwalt tätig.